# Отано, Хавьер
Хавьер Отано Сид (баск. Javier Otano Cid, род. 6 ноября 1946) — баскский политик. Председатель правительства Наварры в 1995—1996 годах.

## Биография
Родился 6 ноября 1946 года в Тутере, Наварра. Избирался в парламент Наварры в 1983 , 1987 и 1991 годах по спискам Социалистической партии Наварры . В последний период он был назначен председателем законодательного собрания. На следующих выборах, в 1995 году , он был представлен лидером списка ПСН в парламенте, получив 11 мест (из 50). Благодаря голосам своей партии CDN и EA он стал председателем правительства Наварры. Однако из-за дела Отано 1996 года он ушел из власти и политики. С тех пор он возобновил преподавание философии и истории в институте в Тутере.

## Дело Отано
В июне 1995 судья Марисоль Алехандре обнаружила текущий счет в швейцарском банке на имя Отано и его жены. Из-за этого Отано подал в отставку со всех занимаемых им должностей председателя правительства Наварры , члена парламента Наварры и генерального секретаря Социалистической партии Наварры (ПСН). Судья Марисоль Алехандре поместила этот швейцарский текущий счет в наваррскую сеть «дела Рольдана».
В результате этого дела были заключены в тюрьму Габриель Урральбуру, бывший глава Социалистической партии Наварры, и Антонио Арагон, бывший министр общественных работ Наварры . Отано признал, что этот аккаунт принадлежит ему. Он сказал, что не использовал эти деньги и не знает, сколько денег находится на расчетном счете. Кроме того, он сообщил, что счет был открыт по просьбе Габриэля Урральбуру . То есть выступать в качестве владельца этого потока учетной записи. По словам Отано, эти деньги должны были удовлетворить будущие нужды партии Урральбурук.